# Watersnoodroute
De Watersnoodroute is een lusvormige fietsroute van 63 km in de Nederlandse provincie Zeeland (Schouwen-Duiveland). De route loopt door het gebied dat zwaar werd getroffen door de watersnoodramp van 1953. De route maakt gebruik van het fietsroutenetwerk. 

## Verloop
De route kan overal gestart worden, maar begint officieel bij het Watersnoodmuseum aan de Oosterschelde nabij Ouwerkerk. Dit museum vertelt het verhaal van de watersnoodramp van 1953. Aan de Oosterschelde liggen speciaal voor de recreatie gemaakte getijdenpoelen, in dit geval betonnen pakken waar kinderen bij laagwater in kunnen vissen en kijken. 
Het Watersnoodmuseum bevindt zich in natuurgebied Krekengebied Ouwerkerk, ontstaan door de watersnoodramp.
De route komt langs het voormalige haventje van Viane en gaat naar Oosterland waar op de begraafplaats een monument staat ter nagedachtenis aan de slachtoffers van de watersnoodramp. Hierna gaat de route weer naar de Oosterschelde en volgt deze naar Zijpe waar vroeger het veer vertrok naar Sint Philipsland. 
Om de vluchthaven komt de route in Bruinisse en gaat langs de voet van de Grevelingendam, een van de Deltawerken die na de ramp werden gerealiseerd. De route volgt kort het Grevelingenmeer.
Na Sirjansland gaat de route langs natuurgebied Slikken van Dijkwater. Even later arriveert de route in beschermd dorpsgezicht Dreischor en komt langs Museumboerderij Goemanszorg.
Nu gaat de route terug naar het Grevelingenmeer en bereikt dit bij de Slikken van Bommenede. Het meer wordt kort gevolgd. Via molen De Korenbloem en Zonnemaire gaat het naar Noordgouwe.
De route komt langs resten van de oude kreek De Steenzwaan. Kort daarop komt de route langs de Nieuwerkerkse molen en het dorp Nieuwerkerk.
Tot slot voert de route door Krekengebied Ouwerkerk en het gelijknamige dorp Ouwerkerk. Via de Oosterschelde komt de route vlak voor het Watersnoodmuseum langs een museumglooiing waar diverse typen dijkbekleding worden getoond, waaronder vilvoordse steen, basalt, diaboolglooiing, Haringmanblok, Hillblock, Lessinische steen, Basalton, Muraltglooiing, spijkerglooiing en open steenasfalt.

## Aansluitingen op andere fietsroutes
- Op veel plaatsen kan gebruik worden gemaakt van het fietsroutenetwerk ter plaatse.